# Episodi de Lo straordinario mondo di Gumball (seconda stagione)
La seconda stagione della serie animata Lo straordinario mondo di Gumball è composta da 40 episodi, trasmessi negli Stati Uniti dal 7 agosto 2012 al 3 dicembre 2013 su Cartoon Network.
| Nº | Titolo originale | Titolo italiano              | Prima TV USA      | Prima TV Italia  |
| -- | ---------------- | ---------------------------- | ----------------- | ---------------- |
| 1  | The Remote       | Il telecomando               | 7 agosto 2012     | 20 novembre 2012 |
| 2  | The Colossus     | Il gigante                   | 14 agosto 2012    | 19 novembre 2012 |
| 3  | The Knights      | I cavalieri                  | 21 agosto 2012    | 19 novembre 2012 |
| 4  | The Fridge       | La tabella                   | 4 settembre 2012  | 20 novembre 2012 |
| 5  | The Flower       | Il fiore                     | 11 settembre 2012 | 21 novembre 2012 |
| 6  | The Banana       | La penna                     | 18 settembre 2012 | 21 novembre 2012 |
| 7  | The Phone        | Il cellulare                 | 25 settembre 2012 | 22 novembre 2012 |
| 8  | The Job          | Speedy pizza                 | 25 settembre 2012 | 22 novembre 2012 |
| 9  | Halloween        | La festa di Halloween        | 23 ottobre 2012   | 23 novembre 2012 |
| 10 | The Treasure     | Il tesoro nascosto           | 30 ottobre 2012   | 23 novembre 2012 |
| 11 | The Apology      | Le scuse                     | 6 novembre 2012   | 24 novembre 2012 |
| 12 | The Words        | Le parole fanno male         | 13 novembre 2012  | 24 novembre 2012 |
| 13 | The Skull        | Il teschio e le bugie        | 20 novembre 2012  | 25 novembre 2012 |
| 14 | The Bet          | Il robot-schiavo             | 27 novembre 2012  | 6 maggio 2013    |
| 15 | Christmas        | Salviamo il Natale           | 4 dicembre 2012   | 25 novembre 2013 |
| 16 | The Watch        | Sfida all'ultimo... orologio | 22 gennaio 2013   | 6 maggio 2013    |
| 17 | The Bumpkin      | Spirito di patata            | 29 gennaio 2013   | 7 maggio 2013    |
| 18 | The Flakers      | Scherzi dell'anestesia       | 5 febbraio 2013   | 7 maggio 2013    |
| 19 | The Authority    | Una buona madre              | 12 febbraio 2013  | 8 maggio 2013    |
| 20 | The Virus        | Il virus                     | 5 giugno 2013     | 8 maggio 2013    |
| 21 | The Pony         | Il pony                      | 12 giugno 2013    | 9 maggio 2013    |
| 22 | The Hero         | L'eroe                       | 19 giugno 2013    | 11 maggio 2013   |
| 23 | The Dream        | Il sogno                     | 26 giugno 2013    | 10 maggio 2013   |
| 24 | The Sidekick     | La spalla                    | 3 luglio 2013     | 10 maggio 2013   |
| 25 | The Photo        | La foto                      | 17 luglio 2013    | 11 maggio 2013   |
| 26 | The Tag          | Giù nel cassonetto           | 24 luglio 2013    | 4 novembre 2013  |
| 27 | The Storm        | La tempesta                  | 31 luglio 2013    | 9 maggio 2013    |
| 28 | The Lesson       | Prigionieri a scuola         | 7 agosto 2013     | 4 novembre 2013  |
| 29 | The Game         | Tira o rischia               | 21 agosto 2013    | 5 novembre 2013  |
| 30 | The Limit        | Mamma belva                  | 28 agosto 2013    | 5 novembre 2013  |
| 31 | The Voice        | Un'amicizia bloccata         | 10 settembre 2013 | 6 novembre 2013  |
| 32 | The Promise      | Una vera amicizia            | 17 settembre 2013 | 6 novembre 2013  |
| 33 | The Castle       | Casa dolce casa              | 1º ottobre 2013   | 7 novembre 2013  |
| 34 | The Boombox      | Lo stereo                    | 8 ottobre 2013    | 7 novembre 2013  |
| 35 | The Tape         | Ciak, si gira!               | 15 ottobre 2013   | 8 novembre 2013  |
| 36 | The Sweaters     | I maglioni                   | 5 novembre 2013   | 8 novembre 2013  |
| 37 | The Internet     | Internet                     | 12 novembre 2013  | 11 novembre 2013 |
| 38 | The Plan         | Il piano                     | 19 novembre 2013  | 11 novembre 2013 |
| 39 | The World        | Cose a caso                  | 26 novembre 2013  | 12 novembre 2013 |
| 40 | The Finale       | Il finale                    | 3 dicembre 2013   | 12 novembre 2013 |

## Il gigante
Gumball e Darwin scoprono che Hector conduce una vita noiosa a causa della madre iperprotettiva nei suoi confronti; così convincono il gigante a ribellarsi per non sembrare più noioso agli occhi della gente, ma la madre rivela ai due amici che stava cercando solo di rendergli la vita calma. Infatti Hector inizia a distruggere tutto, e i tre decidono di fargli ascoltare la melodia di un carillon per farlo addormentare. Durante l'inseguimento, però, il carillon si perde e Gumball corre a riprenderlo, ma si ritrova a precipitare nel vuoto - essendo in volo su una scopa da strega - e viene salvato da Darwin. I due sono troppo pesanti per la scopa di quest'ultimo e allora Gumball salta su Hector, ma perde nuovamente il carillon. Allora la madre gli consiglia di fischiargli la melodia nell'orecchio, facendolo addormentare.

## I cavalieri
A casa Watterson c'è una grande agitazione: Gumball sta infatti cercando di rendere tutto perfetto per l'arrivo di Nocciolina, giunta lì per svolgere una ricerca di scuola insieme a lui. Purtroppo il signor Fitzgerald, disgustato dallo stile di vita dei Watterson, impedisce alla figlia di frequentare Gumball. Così lui cerca di convincerlo che non è così male, iniziando a tormentarlo. Intanto Tobias, per una ricerca sul Medioevo, si veste da cavaliere e cerca di convincere Nocciolina a fare la ricerca insieme a lui; Gumball, dopo l'ennesimo tentativo di dissuadere il signor Fitzgerald, torna a casa rattristato, ma scopre che Nocciolina lo stava aspettando: aveva infatti chiesto il permesso alla madre, avendo la disapprovazione del padre. Tobias irrompe in quel momento e sfida a duello Gumball improvvisando una sorta di lotta medievale. Quando Gumball sta per uscire vincitore dal combattimento, Nocciolina rischia di essere investita dal suo stesso padre: il ragazzo la salva e l'auto devia pericolosamente finendo per distruggere casa Watterson, Tobias si arrende e Darwin, Anais, Richard e Nicole iniziano a litigare con il signor Fitzgerald, ma Gumball e Nocciolina non ci fanno caso.

## Il telecomando
Tutti i membri della famiglia Watterson sono eccitati perché quella sera sarebbero andati in onda i loro programmi preferiti. Ma quando si accorgono che tutte le trasmissioni verranno trasmesse allo stesso orario, iniziano una furibonda lotta per il telecomando, che è stato però nascosto da Richard; mentre Gumball, Darwin e i genitori iniziano a litigare, Anais sale in camera sua urlando che se avesse i soldi si comprerebbe un suo telecomando; Nicole, sentendo ciò, si ripromette di comprarne uno. Intanto Gumball e Darwin cercano di cambiare canale dalla TV, ma non ci riescono. Allora il padre rivela loro, sotto forma di indovinello, il luogo in cui è nascosto il telecomando: i due fratelli ritengono inizialmente che si trovi in mezzo a due colline, ma poi capiscono che Richard vi si è seduto sopra. Quando tornano a casa si accorgono però che è sparito poiché qualcuno ha fatto un buco nel divano e lo ha preso. I tre ritengono che sia stata Anais e la raggiungono nella sua stanza, ma la coniglietta distrugge il telecomando e rivela al padre e ai fratelli che ne esiste un altro, acquistato da Nicole. Allora la raggiungono nel parcheggio del negozio in cui lo ha acquistato, improvvisando una lotta fatta di colpi bassi reciproci e mosse di karate. Alla fine, tornati a casa, scoprono che il telecomando acquistato da Nicole non serve per la TV, ma per chiudere e aprire automaticamente un garage, allora capiscono tutto: quando la madre aveva chiamato Anais per farsi dare il modello del loro televisore, lei le aveva dato il modello del garage; poi, quando Gumball e Darwin erano usciti in cerca del telecomando, aveva bucato il divano con delle forbici e rubato il telecomando, in realtà quello distrutto era una calcolatrice. Il vero telecomando deve quindi essere ancora in casa: i quattro scorgono Anais fuori dalla finestra e scoprono che aveva nascosto il telecomando all'interno della sua bambola, Daisy l'asinello. Anais si mette così davanti alla TV e inizia a guardare la sua trasmissione.

## La tabella
Nicole ha creato una tabella per vedere i miglioramenti della famiglia ogni settimana; è però irritata dalla totale mancanza di ambizione di Gumball. Cerca quindi di cambiargli mentalità e trasformarlo in un vero vincente, arrivando persino a lasciarlo solo nel deserto. Tornato a casa, Gumball scopre che la tabella di Nicole ha portato i membri della famiglia a sfidarsi in una partita a paintball all'ultimo sangue, che alla fine vince Gumball. La mamma così straccerà la tabella.

## La penna
Banana Joe restituisce a Darwin una penna mangiucchiata e Gumball, molto irritato dalla mancanza di rispetto della banana, convince Darwin a vendicarsi, mordendogli la sua penna preferita. Banana Joe lo scopre e si arrabbia con loro.

## Il fiore
Gumball vede Fiore e Nocciolina insieme al tavolo della mensa nella scuola e, pensando che possano fidanzarsi, si fa letteralmente possedere dalla gelosia, che viene scacciata da Carrie.

## Il cellulare
Quando Gumball e Darwin acquistano il primo telefono cellulare, danno ingenuamente il loro numero al loro irruento compagno di classe Ocho. Quando Darwin sviluppa una dipendenza da cellulare, Gumball, cercando di aiutare il fratello, manda accidentalmente a Ocho un messaggio senza considerare il T9, il che porterà i due a uno scontro.

## Speedy pizza
Richard viene assunto come fattorino da una pizzeria e Nicole ha dei brutti presentimenti; teme infatti che il fatto che Richard abbia un lavoro possa scombinare l'equilibrio dell'universo. Anais inizialmente cerca di minimizzare, per tranquillizzare la madre; tuttavia alcuni strani fenomeni causati da Richard sembrano a dare ragione a Nicole. Intanto Gumball e Darwin aiutano il padre a consegnare le pizze (dato che ha dimenticato di portarsele). Quando alla TV vengono date notizie sulle anomalie causate da Richard e il suo lavoro, Nicole si decide che deve essere fermato e parte all'inseguimento del marito trascinandosi dietro i figli e anche Larry, che ha assunto Richard. Nell'inseguimento, l'universo si distorce sempre di più, e arrivati all'indirizzo di consegna, sembra si stia per scatenare la fine del mondo. Ma proprio nel momento in cui il coniglio sta per consegnare l'ultima pizza, viene licenziato da Larry per aver mangiato una parte della pizza che doveva consegnare e la fine del mondo viene scongiurata.

## La festa di Halloween
Per festeggiare Halloween, Gumball, Darwin e Anais vanno nella cappella di un cimitero abbandonato. Qui trovano Carrie che offre ai due fratelli una pozione in grado di far loro vedere tutti i fantasmi che stanno festeggiando all'interno dell'edificio. I due entrano, lasciando sola Anais, ma esagerano bevendo troppa pozione e diventano dei fantasmi.

## Il tesoro nascosto
Gumball, Darwin e Anais vogliono capire perché la loro famiglia ha così poco denaro. Insospettiti dal comportamento della madre quando viene toccato quest'argomento, i ragazzi sono convinti che Nicole stia nascondendo qualcosa, quindi si mettono alla ricerca della soluzione al mistero. Con l'aiuto dei ricordi di Gumball, alla fine trovano il contratto con cui, molti anni prima, Richard aveva speso tutti i soldi per comprare una stella su Internet.

## Le scuse
A causa di un disguido sulla sua coda, la Signorina Scimmia è convinta che Gumball e Darwin siano dei delinquenti e cerca in tutti i modi di incastrarli, anche ricorrendo a mezzi poco leciti. All'ennesimo tentativo però, le cose fra la Signorina Scimmia e il Preside Brown rischiano di incrinarsi, e Gumball e Darwin, pur di salvare la reputazione dell'insegnante, cercano di farsi beccare da soli. Alla fine la Signorina Scimmia capirà che non sono esattamente dei delinquenti e chiederà loro scusa.

## Le parole fanno male
Darwin subisce spesso molti torti a causa della sua incapacità di lamentarsi e dire quello che pensa. Gumball incita Darwin a esprimere quello che pensa sugli altri, ma quest'ultimo si lascia prendere la mano e comincia ad offendere tutti. Alla fine Gumball lo offende dicendogli che non è suo fratello, ma poi si chiariscono.

## Il teschio e le bugie
Gumball e Darwin combinano guai nelle docce della palestra e si fanno convincere da Clayton, bugiardo patentato, a inventare una completa frottola per farla franca col preside, dicendogli che a distruggere gli spogliatoi è stato un teschio chiamato Razor. Si fanno però prendere troppo la mano e, spinti dalla cattiva influenza di Clayton, mentono in continuazione. Dopo un po' si accorgono dei loro sbagli e cercano di smettere di dire bugie e Razor viene assolto dalla sospensione.

## Salviamo il Natale
Richard investe per sbaglio Babbo Natale, facendogli perdere la memoria. Gumball, Darwin e Anais cercano di guarirlo dall'amnesia per salvare il Natale. Vedendo lo scetticismo della madre, i ragazzi scoprono la verità su di lui. Babbo Natale riottiene la memoria mentre Richard e Gumball finiscono sulla sua slitta. Alla fine atterrano e scoprono il motivo della discesa di Babbo Natale a Elmore, cioè consegnare dei peluche a Nicole.         
Curiosità: In questo episodio Gumball e Darwin sono vestiti come Eric Cartman e Stan Marsh da South Park

## Sfida all'ultimo... orologio
Richard regala a Gumball e Darwin un orologio da taschino, dicendo che è un cimelio di famiglia. I due, però, non apprezzano il dono e cercano di sbarazzarsene regalandolo a un vecchietto chiamato Marvin Finklehimer. Presi dai sensi di colpa decidono di tornare a riprenderlo, ma scoprono che il vecchietto non ha alcuna intenzione di restituire l'orologio, che è stato oggetto di una discussione tra la famiglia Watterson e la famiglia Finklehimer. I due quindi rivelano il disastro al padre, ma Richard sostiene che Marvin può tenerselo, in quanto l'orologio non ha valore... O almeno così crede; in una trasmissione infatti, l'orologio ha in realtà un valore di 700 dollari e Marvin intende rivenderlo per ottenere la somma. Inizia un rocambolesco inseguimento per la contesa dell'orologio che terminerà con la probabile distruzione di esso.

## Il robot-schiavo
Gumball vince una scommessa contro Bobert che, come penitenza, deve eseguire tutto ciò che il vincitore comanda. La situazione però sfugge presto di mano, finché robot prova a uccidere Gumball e Darwin, ma per fortuna finisce la modalità schiavo.

## Spirito di patata
Gumball vuole cominciare a vivere una vita semplice e lontana dalle comodità della vita moderna, per cui invita a casa sua la patata Idaho, un suo compagno di classe che vive in campagna, per far conoscere ai familiari il suo stile di vita. La sera però Gumball torna di nascosto alle vecchie comodità, ma Idaho lo scopre e prova lo stile di vita di Gumball, rischiando di morire. I Watterson lo riportano alla sua famiglia, che lo cura facendolo tornare in forze.

## Scherzi dell'anestesia
Gumball e Darwin litigano e Anais li aiuta a ritrovare la fiducia perduta. Nel frattempo i ragazzi devono tenere d'occhio Richard che è sotto anestesia. Alla fine, dopo un lungo inseguimento, torna tutto a posto. Richard però torna normale e rivela involontariamente a Nicole i disastri che hanno fatto i figli, facendola arrabbiare.

## Una buona madre
Richard finisce in ospedale a causa di un incidente domestico e questo spinge Nonna Jojo a trasferirsi a casa Watterson per prendere in mano la gestione della famiglia, dato che Nicole non sembri essere una brava madre. Nel cercare di prevenire ogni pericolo, Jojo finisce con lo spaventare i ragazzi e questi non escono più di casa, finendo per diventare come Richard. Nel tentativo di riassestarli, Nicole li spedisce in autostrada, ma questi non sanno più come fermarsi perché l'hanno scordato, ma riescono a salvarsi ricordando ciò che hanno imparato. Alla fine Jojo ammette che Nicole è tutto sommato una brava madre.

## Il virus
Gumball è costretto a lavarsi le mani, uccidendo un esercito di batteri. C'è un solo sopravvissuto, il capo, che cercherà di sconfiggere Gumball infettando tutti gli elettrodomestici della casa, ma alla fine Gumball lo schiaccia.

## Il pony
Gumball e Darwin vogliono fare un piacere ad Anais: guardare con lei un film sui pony, anche se controvoglia. Riescono a noleggiare il CD, ma la strada del ritorno è piena di ostacoli e tentazioni. Alla fine riescono a vedere il film e anche Anais ammette che il film non era granché.

## La tempesta
Gumball è stanco della stucchevole relazione amorosa tra Alan e Carmen; decide quindi di far in modo che la loro relazione venga interrotta. Nuvola, da sempre innamorata di Alan, ne approfitta per provare a conquistare il cuore del palloncino. Alla fine Nuvola, quando scopre che lui non la ama, diventa una tempesta, domandosi solo quando Alan rivela ciò che prova per entrambe le ragazze.

## Il sogno
Gumball ha un incubo in cui vede Darwin baciare Nocciolina e al risveglio non riesce a togliersi la scena dalla testa e a "perdonare" il fratello. I due cercano quindi di rimediare con un viaggio all'interno dei propri sogni. Alla fine Gumball cambia il sogno facendo baciare Darwin e Sussie, la loro compagna di classe che reputano disgustosa.

## La spalla
Darwin è stanco di essere considerato la spalla di Gumball, quindi ottiene da quest'ultimo il permesso di tentare un'operazione di recupero del loro videogioco trattenuto da Tobias. Darwin però rapisce la mamma di Tobias e viene aspramente criticato da Gumball, che lo sollecita a riportare indietro la madre. Dopo una rocambolesca corsa per arrivare alla casa di Tobias, i due lo perdonano dopo aver saputo che sua madre aveva nascosto il videogioco. Alla fine Gumball spiega a Darwin che non lo considera una spalla, ma una sorta di custode.

## L'eroe
Richard si deprime dopo aver sentito Gumball e Darwin ridere di lui. Cerca così di riottenere la stima che avevano di lui un tempo, quando era "l'eroe che gli insegnava a camminare", finendo solo per compiere azioni molto stupide. Gumball continua a parlargli duramente, ma Darwin comprende i sentimenti del padre e organizza una rischiosa messinscena per farlo sentire un vero eroe.

## La foto
Gumball, disperato per le sue disastrose foto dell'annuario, cerca di diventare più fotogenico. Prima chiede a Palloncino il segreto delle sue foto perfette, poi, insoddisfatto dalle sue risposte, si fa fare una seduta di "plastica facciale" da Darwin. Il suo obiettivo ora è arrivare nella sala delle foto con la sua nuova faccia intatta, convinto che tutti stiano complottando contro di lui per rovinargliela. Alla fine starnutisce mentre Small gli fa la foto.

## Giù nel cassonetto
Gumball e Darwin cercano di riappacificare Richard e il signor Robinson. Dopo vari tentativi decidono, per farli imparare a collaborare, di rinchiudere i due in un cassonetto della spazzatura, ma le cose non vanno come avevano immaginato.

## Prigionieri a scuola
Gumball e Darwin cercano di copiare durante un compito in classe, ma vengono beccati. Il Preside li costringe a restare dopo la scuola in un'aula di punizione, che è è una vera e propria cella scolastica, assieme ad altri piccoli delinquenti. Cercheranno di evadere con uno di loro, ma la loro scarsa conoscenza della matematica renderà la missione più difficile a tutti e tre.

## Tira o Rischia
Sotto il letto di Gumball, Nicole trova il vecchio gioco creato dai ragazzi, "Tira o Rischia" (Nella prima stagione chiamato "Scappa o Sfida"). Gumball e Darwin, spaventati, lo buttano nel cassonetto, in quanto avevano giurato di non giocarci mai più; Richard tuttavia lo trova e decide di incominciare a giocare, assieme a Nicole ed Anais. Gumball e Darwin si vedono quindi costretti a guidare la famiglia per terminare il gioco; "Tira o Rischia" é un gioco da tavolo in cui le mosse si ripercuotono nella realtà con effetti imprevedibili, che dureranno solo fino alla fine della partita, motivo per cui i ragazzi volevano disfarsene.
Alla fine la famiglia riesce a terminare la partita prima di soccombere e tutto torna (quasi) alla normalità.
Episodio ispirato ai due film Jumanji e Zathura.

## Mamma belva
Tutta la famiglia va al supermercato e Richard e i ragazzi vogliono comprare dei dolci, contro il volere di Nicole. Pur di ottenere i biscotti le disubbidiscono, compiendo numerosi tentativi e oltrepassando il limite della pazienza di Nicole. Quest'ultima, esasperata, si trasforma in una belva, rincorrendoli per tutto il supermercato.

## Una vera amicizia
Banana Joe è arrabbiato con Gumball e Darwin, ma non vuole dire perché, allora Darwin cerca di scoprire perché. Nel frattempo Gumball vuole comprare il nuovo Zelmore e giocarci con Darwin per tutto il weekend.

## Un'amicizia bloccata
Gumball e Darwin bloccano i loro amici sul social network Elmorplus, ma William se la prende con loro due.

## Lo stereo
Gumball e Darwin cercano di capire quello che dice Juke, visto che non sa parlare. Ne segue un combattimento, durante il quale a Juke viene premuto l'interruttore che gli permette di parlare, rivelando che era proprio quello che voleva fin dall'inizio, dato che non riusciva a premerlo da solo. Alla fine i due premono di nuovo inavvertitamente il pulsante e Juke si arrabbia con loro.

## Casa dolce casa
È sabato e Nicole non c'è, quindi i ragazzi sono affidati a Richard, che gli permette di fare tutto quello che vogliono. Molti abitanti di Elmore entrano in casa Watterson per godere di questa assenza di regole, quindi la famiglia stessa viene scacciata per la pessima capacità di Richard di dire no. Alla fine Nicole torna e fa ripulire il disastro ai cittadini.

## Ciak, si gira!
Gumball e Darwin decidono di fare un film sulla loro vita e su quella degli altri personaggi, ma alla fine cancellano il video per sbaglio.

## Il piano
Frugando nella spazzatura Gumball, Darwin e Anais trovano un biglietto che li convince che qualcuno è interessato a Nicole. I tre fratelli dovranno quindi organizzare un piano perfetto per allontanare questo uomo misterioso. Alla fine scoprono che è una marca di prodotti estetici.

## Cose a caso
Gli oggetti di Elmore si animano e iniziano a vivere le loro avventure.

## Il finale
I Watterson devono fare i conti con tutte le loro azioni passate, ma alla fine si resetta tutto.